# Cayo Piedras del Norte
Cayo Piedras del Norte är en ö i Kuba.   Den ligger i provinsen Matanzas, i den nordvästra delen av landet, 130 km öster om huvudstaden Havanna. Arean är 0,22 kvadratkilometer.
Terrängen på Cayo Piedras del Norte är mycket platt. Öns högsta punkt är 7 meter över havet. Den sträcker sig 0,5 kilometer i nord-sydlig riktning, och 0,9 kilometer i öst-västlig riktning.